# Valerie Tagwira
Valerie Tagwira é uma escritora do Zimbabwe que é especialista obstetra-ginecologista por profissão.  O seu romance de estreia, The Uncertainty of Hope, publicado em 2006 pela Weaver Press, venceu o National Arts Merit Award (NAMA) de 2008 pela literatura, administrado pelo National Arts Council of Zimbabwe.

## Biografia
Valerie Joan Tagwira nasceu na cidade de Gweru, no centro do Zimbabwe, mas viveu durante a maior parte da sua infância em Rutendo (Redcliff), uma cidade na província de Midlands.  Frequentou a Escola Secundária Monte Cassino em Macheke e a Escola Secundária St. James em Nyamandhlovu. Ela formou-se em 1997 na Faculdade de Medicina da Universidade do Zimbabwe e, posteriormente, estudou no Royal College of Obstetricians and Gynecologists enquanto trabalhava em Londres, no Reino Unido.  O seu primeiro romance, The Uncertainty of Hope - que é ambientado em Mbare, um subúrbio de Harare, Zimbabwe, e, como ela descreveu, "trata dos detalhes do dia-a-dia durante os tempos difíceis de 2005". - foi escrito durante o tempo em que esteve na Inglaterra, entre 2002 e 2010, viajando para casa duas vezes por ano.

### Escrita
A Incerteza da Esperança, publicada em 2006 pela Weaver Press, recebeu críticas favoráveis generalizadas. Percy Zvomuya, do Mail &amp; Guardian, escreveu: "O livro de Tagwira é uma celebração da irmandade urbana e das relações duradouras que resistem às privações de políticas duras e negativas à vida".  Segundo a analista Annie Gagiano, "a impressão esmagadora, prolongada e realista deixada por este trabalho é a de vidas vividas sob extrema dificuldade, mas confrontadas com imensa coragem, dignidade e o apoio vital da amizade solidária entre as mulheres". É, de fato, um primeiro romance altamente realizado e uma adição valiosa ao arquivo literário africano, por mais doloroso que seja ler os seus muitos e angustiantes momentos. "  Escrevendo no jornal The Standard, Bertha Shoko concluiu: "Esta é uma leitura obrigatória para qualquer pessoa apaixonada por boa literatura. Tagwira consegue-me deixar com raiva, feliz, esperançosa e sem esperança, enquanto ela narra essa história tocante sobre o Zimbabwe ".  Charles Mungoshi no The Herald disse que o romance foi uma adição bem-vinda ao cânone da literatura zimbabuense, enquanto o revisor de The Zimbabwean, chamando o livro de "satisfatório e instigante", lembrou-se do premiado escritor ganense Ama Ata Aidoo e da sua obra Mudança.
A Incerteza da Esperança ganhou o National Arts Merit Award (NAMA) pela literatura em 2008,
 e é estudada por estudantes de Nível Avançado como parte do currículo da Literatura Inglesa do Zimbabwe School Examinations Council (ZIMSEC).
Tagwira também escreve poesia e contos.  Ela está incluída na antologia Writing Mystery and Mayhem (Weaver Press, 2015), editada por Irene Staunton.